# Rallye Dakar 2000
Navigation
Édition précédente Édition suivante
Le Rallye Dakar 2000 est le 22e Rallye Dakar. Le départ a été donné le 6 janvier 2000 de Dakar en direction du Caire. Jean-Louis Schlesser en autos et Richard Sainct en motos, tous les deux tenants du titre, l'emportent au pied des pyramides de Gizeh. Dans la catégorie camions, le Russe Vladimir Chagin remporte le premier de ses 7 titres sur le Dakar.

## Étapes
En raison d'une menace terroriste, quatre étapes ainsi que la journée de repos devant se dérouler au Niger sont annulées. Le rallye est redirigé vers la Libye et l'Égypte. Un pont aérien est mis en place entre Niamey et Sebha. L'organisation affrete en urgence des Antonov 124. Le rallye reprend ensuite son cours.
| Étape | Date       | Départ          | Arrivée         | Distance        |
| ----- | ---------- | --------------- | --------------- | --------------- |
| 1     | 6 janvier  | Dakar           | Tambacounda     | 594 km          |
| 2     | 7 janvier  | Tambacounda     | Kayes           | 359 km          |
| 3     | 8 janvier  | Kayes           | Bamako          | 711 km          |
| 4     | 9 janvier  | Bamako          | Bobo-Dioulasso  | 608 km          |
| 5     | 10 janvier | Bobo-Dioulasso  | Ouagadougou     | 762 km          |
| 6     | 11 janvier | Ouagadougou     | Niamey          | 733 km          |
|       | 12 janvier | Rallye suspendu | Rallye suspendu | Rallye suspendu |
|       | 13 janvier | Rallye suspendu | Rallye suspendu | Rallye suspendu |
|       | 14 janvier | Rallye suspendu | Rallye suspendu | Rallye suspendu |
|       | 15 janvier | Rallye suspendu | Rallye suspendu | Rallye suspendu |
|       | 16 janvier | Rallye suspendu | Rallye suspendu | Rallye suspendu |
| 7     | 17 janvier | Sabha           | Waw El-Kebir    | 469 km          |
| 8     | 18 janvier | Waw El-Kebir    | Waha            | 661 km          |
| 9     | 19 janvier | Waha            | Koufra          | 647 km          |
| 10    | 20 janvier | Koufra          | Ad-Dakhla       | 852 km          |
| 11    | 21 janvier | Ad-Dakhla       | Ad-Dakhla       | 606 km          |
| 12    | 22 janvier | Ad-Dakhla       | Wadi Elrayan    | 722 km          |
| 13    | 23 janvier | Wadi Elrayan    | Le Caire        | 139 km          |

## Classements finaux

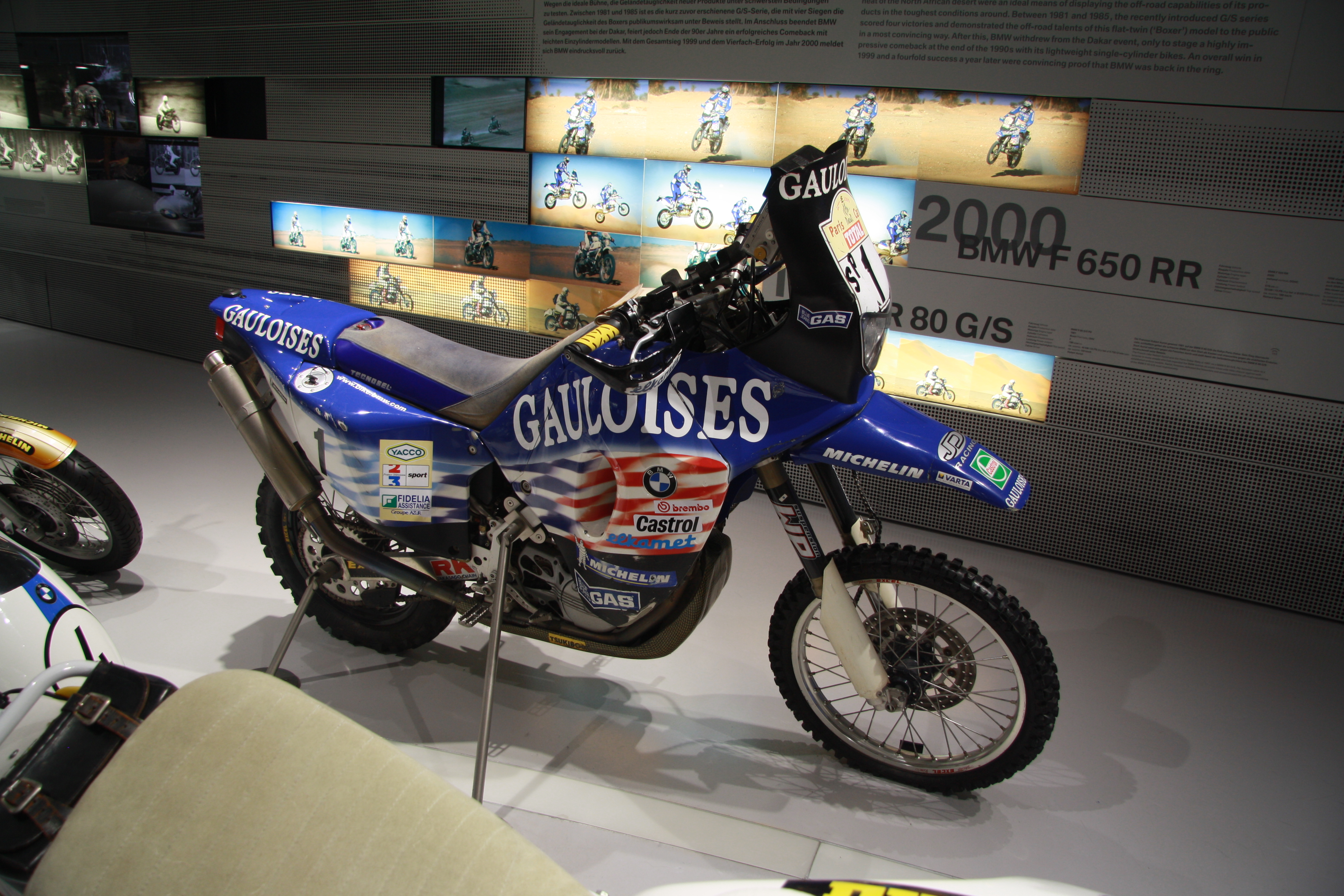
La BMW F 650 R au BMW-Museum à Munich

### Motos
| Pos. | Pilote                | Constructeur |
| ---- | --------------------- | ------------ |
| 1    | Richard Sainct (FRA)  | BMW          |
| 2    | Óscar Gallardo (ESP)  | BMW          |
| 3    | Jimmy Lewis (USA)     | BMW          |
| 4    | Jean Brucy (FRA)      | BMW          |
| 5    | Jürgen Mayer (GER)    | KTM          |
| 6    | Éric Bernard (FRA)    | KTM          |
| 7    | François Flick (FRA)  | KTM          |
| 8    | Henk Knuiman (NED)    | KTM          |
| 9    | Bernardo Villar (POR) | KTM          |
| 10   | Yoshio Ikemachi (JPN) | Honda        |

### Autos
| Pos. | Pilote                     | Copilote                 | Constructeur      |
| ---- | -------------------------- | ------------------------ | ----------------- |
| 1    | Jean-Louis Schlesser (FRA) | - Henri Magne            | Schlesser-Renault |
| 2    | Stéphane Peterhansel (FRA) | Jean-Paul Cottret (FRA)  | Mega              |
| 3    | Jean-Pierre Fontenay (FRA) | Gilles Picard (FRA)      | Mitsubishi        |
| 4    | José Maria Servià (ESP)    | Jean-Marie Lurquin (BEL) | Schlesser-Renault |
| 5    | Jutta Kleinschmidt (GER)   | Tina Thörner (SWE)       | Mitsubishi        |
| 6    | Hiroshi Masuoka (JPN)      | Andreas Schulz (GER)     | Mitsubishi        |
| 7    | Bruno Saby (FRA)           | Yves Truelle (FRA)       | Ford-Ranger       |
| 8    | Thierry De Lavergne (FRA)  | Jacky Dubois (FRA)       | Nissan            |
| 9    | Henri Pescarolo (FRA)      | Alain Guéhennec (FRA)    | Nissan            |
| 10   | Ramon Vila Altimir (ESP)   | Rosendo Tourinan (ESP)   | Nissan            |

### Camions
| Pos. | Pilote             | Copilotes                            | Constructeur  | Temps             |
| ---- | ------------------ | ------------------------------------ | ------------- | ----------------- |
| 1    | Vladimir Chagin    | Semen Yakubov Sergey Savostin        | Kamaz         | 58 h 21 min 42 s  |
| 2    | Karel Loprais      | Radomír Stachura Petr Gilar          | Tatra         | +16 min 10 s      |
| 3    | Firdaus Kabirov    | Aydar Belyaev Vladimir Goloub        | Kamaz         | +1 h 23 min 26 s  |
| 4    | André de Azevedo   | Tomáš Tomeček Petr Vodak             | Tatra         | +1 h 23 min 41 s  |
| 5    | Yoshimasa Sugawara | Seiichi Suzuki Teruhito Sugawara     | Hino          | +4 h 40 min 02 s  |
| 6    | Bedrich Sklenovsky | Milan Korený Josef Kalina            | Tatra         | +5 h 13 min 32 s  |
| 7    | Klaus Bauerle      | Anek Schurhag                        | Mercedes-Benz | +9 h 38 min 44 s  |
| 8    | Jean-Paul Bosonnet | Serge Lacourt Pascal Bonnaire        | Tatra         | +12 h 44 min 05 s |
| 9    | Raphaël Gimbre     | François Marcheix Ái Nhật Bùi        | Mercedes-Benz | +13 h 29 min 53 s |
| 10   | Peter Reif         | Johann Deinhofer Holger Hermann Roth | MAN           | +15 h 33 min 50 s |